# Robert Owen
Robert Owen (Newtown, 14. svibnja 1771. – Newtown, 17. studenog 1858.), britanski društveni reformator, industrijalac i jedan od osnivača utopijskog socijalizma.
Povijest ga pamti kao borca protiv izrabljivanja radnika, koje se javilo zbog industrijske revolucije i uvođenja kapitalističkog načina proizvodnje. Smatraju ga pionirom ulaganja u ljudski kapital.
U političkoj filozofiji, među prvima je zagovarao model radničkog vlasništva nad sredstvima za proizvodnju, nasuprot državnom vlasništvu.
Utjecao je na formiranje teorije Karla Marxa.

### Životopis
Rodio se u Walesu 1771. godine, u malom trgovačkom gradu Newtownu, kao šesto od sedmero djece. Otac mu je bio mali poduzetnik, a majka potjecala iz bogatije farmerske obitelji.
Već s 10 godina prestaje pohađati školu, a 1787. seli u London. Ubrzo putuje u Manchester i nalazi posao te se već s 21 godinom probija do mjesta upravitelja tvornice, zahvaljujući poduzetničkom duhu, upravljačkim vještinama i naprednim moralnim stajalištima.

### Društveni angažman
Robert Owen je za razliku od ostalih reformatora bio bogat i uspješan poslovni čovjek, s izvjesnim društvenim vezama i s praktičnim znanjima u organizaciji proizvodnje i ljudi. Poznat je kao utemeljitelj i suvlasnik tvornice tekstila u New Lanarku.
Isto tako je, kao socijalni dobrotvor, poznavao reakcije ljudi u prilikama kada im se nudi dobročinstvo, reakcije koje nisu odmah automatsko prihvaćanje i suradnja. Dok je svoj rad ograničio na to da svoje radnike pozitivno motivira na rad i suradnju u poslovnom procesu – organizacijom pristojnog stanovanja, boljim plaćama, obrazovanjem njihove djece, minimalnom zdravstvenom zaštitom, zabranom rada djece, ograničenjem radnog dana i slično, njegov je filantropski rad imao značajnog uspjeha.
Takvim primjerima (u kojima vlasnički profit nije manji od onoga kada se radnici nemilosrdno iskorištavaju) Owen je postigao da u Engleskoj rano započne proces državne intervencije u reguliranju radnih odnosa i donošenja niza propisa u krugu radnog zakonodavstva.
No, Owen je težio uspostavljanju potpunog zajedništva u okviru užih komunitarnih zajednica, a bio je veliki filantrop koji je imao preveliko povjerenje u ljude, te je svojim sredstvima pokušao isprobati zamisli o proizvodnom pogonu kao kooperativi u čijem upravljanju sudjeluju svi uključeni u radni proces, a koji osim toga tvore i društvenu zajednicu koja obuhvaća ostale elemente njihova društvena života – obiteljske odnose, obrazovanje, zdravstvenu skrb, zabavu.
Takvu oglednu agrarno-industrijsku zajednicu (Nova Harmonija) organizirao je na terenima Amerike. No, pokušaj je završio potpunim slomom kojem je kumovalo mnogo razloga, ali ne prvenstveno ekonomskih već pretežno organizacijskih i regulativnih. Ljude u komuni nije ideološki ujedinjavao u realni kolektiv nikakav religijski ili parareligijski integrator, te je odmah na površinu izbila sva suprotnost interesa i egoizama između užih realnih kolektiviteta i posve ispraznog okvira komune koji se nije ispunio stvarnim sadržajem. Kako je upravljanje komunom bilo samoupravno i konsenzualno (jer je bio zagovornik ukidanja svakog regulativnog manipuliranja ljudima kao sredstvima, a nije bilo ni priznatog karizmatskog autoriteta) dogodilo se neizbježno – kroz vrlo kratko vrijeme komuna se rasula zbog teških unutarnjih trzavica, nediscipline i pomanjakanja koordinacije.

### Teorija Roberta Owena
Filozofija Roberta Owena počiva na nekoliko osnovnih premisa. Jedna od njih je da čovjek nije odgovoran za svoju volju ni postupke, jer se njegov karakter i osobine oblikuju neovisno od njega. Polazeći od teze da je čovjek proizvod isključivo svog naslijeđa i okoline, zalagao se za poboljšanja u obrazovanju te za reformu rada, vjerujući da je time moguće postići napredak i dobrobit za pojednice i zajednicu.

## Vanjske poveznice
- Robert Owen na britannica.com